# アーバンホーム
株式会社アーバンホームは石川県金沢市にある不動産会社。1981年6月設立。金沢市、白山市、小松市、富山市に支店があり、賃貸マンション・アパートの仲介および売買を手がけている。
2019年11月に株式会社アーバンクリエイツに賃貸物件の管理事業を移行した。

## 沿革
沿革は以下の通り。
- 1981年10月、本社オープン
- 1982年7月、本社ビル完成
- 1988年12月、東営業所オープン
- 1989年12月、西営業所オープン（現在の駅西店）
- 1991年3月、中央営業所オープン
- 1995年3月、杜の里店オープン（現在のもりの里店）
- 1997年6月、駅前店オープン
- 1998年4月、松任店オープン
- 1999年6月、北部店オープン
- 2001年3月、小松駅前店オープン
- 2003年1月、県庁店オープン
- 2003年10月、南部店オープン
- 2004年2月、駅南店オープン
- 2004年3月、西南部店オープン
- 2004年8月、かほく店オープン
- 2004年10月、西インター店・菊川店オープン
- 2005年3月、野々市駅前店オープン
- 2005年4月、春日町店オープン
- 2005年12月、割出店オープン
- 2006年9月、駅西店移転
- 2006年12月、かほく店を北部店に統合・泉ヶ丘店オープン
- 2008年7月、駅前店・春日町店を中央営業所に統合
- 2008年9月、駅南店を駅西店に統合
- 2008年11月、菊川店を東営業所に統合
- 2009年12月、割出店を県庁店に統合
- 2010年1月、県庁店移転
- 2010年2月、西インター店閉店
- 2011年2月、松任店を白山店として移転オープン
- 2011年6月、小松駅前店を小松店として移転オープン
- 2011年10月、南部店移転・野々市駅前店を西南部店に統合
- 2012年1月、西南部店を御経塚店として移転オープン
- 2012年6月、本社移転
- 2012年11月、泉が店店を本社に統合
- 2015年3月、富山店オープン
- 2016年11月、東営業所をもりの里店に統合・もりの里店移転
- 2018年3月、北部店を県庁店に統合
- 2018年6月、御経塚店を本社に統合
- 2019年11月、賃貸物件の管理事業を株式会社アーバンクリエイツに移行

## 事業所

### 石川県
- 本社、駅西店、中央営業所、もりの里店、白山店、小松店、県庁店、南部店

### 富山県
- 富山店

1. ↑  “株式会社アーバンホーム企業情報 –”. 2019年11月24日閲覧。